# Elephantomyia penai
Elephantomyia penai är en tvåvingeart som beskrevs av Alexander 1965. Elephantomyia penai ingår i släktet Elephantomyia och familjen småharkrankar.
Artens utbredningsområde är Peru. Inga underarter finns listade i Catalogue of Life.